# Fiabilitatea Wikipediei
Fiabilitatea Wikipedia (în principal din ediția în limba engleză), în comparație cu alte enciclopedii și mai multe surse de specialitate, este evaluată în mai multe moduri, inclusiv statistic, prin analiză comparativă, de analiză a tiparelor istorice, precum și punctele forte și punctele slabe inerente în procesul de editare caracteristic Wikipedia.
Fiabilitatea se referă la menținerea acurateții conținutului in condițiile unei editări deschise prin care conținutul informațional poate fi alterat de cei care doresc să facă farse sau să strecoare informații dubioase sau false. În acest context, fiabilitatea se referă la rapiditatea îndepărtării informațiilor eronate. Câteva incidente notabile au fost mediatizate, ca de exemplu crearea unei biografii a unei personalități inexistente în versiunea de limbă franceză și anume Léon-Robert de L'Astran.
Au fost efectuate câteva studii de estimare a acurateții Wikipediei. Între 2008 și 2010, s-a constatat o acoperire și o tratare în profunzime a unor subiecte medical-științifice referitor la toxicologie, patologie și produse farmaceutice comparativ cu surse de specialitate, la versiunea în limba engleză.